# 19721 Wray
19721 Wray este un asteroid din centura principală de asteroizi.

## Descriere
19721 Wray este un asteroid din centura principală de asteroizi. A fost descoperit pe 10 noiembrie 1999 la Fountain Hills (Arizona) de Charles W. Juels. Asteroidul prezintă o orbită caracterizată de o semiaxă mare de 2,98 ua, o excentricitate de 0,11 și o înclinație de 13,9° în raport cu ecliptica.